# Carlos Alexandre Lapa de Aguiar
Carlos Alexandre Lapa de Aguiar (Recife) é um artista plástico brasileiro.

## Biografia
Natural do Estado de Pernambuco, Brasil, desde muito jovem  interessou-se pelas artes. Estudou desenho  nos anos de 1962 e 1963, no Movimento de Cultura Popular com  Abelardo da Hora, Ladjane Bandeira e Guita Charrift. 
De 1966 até 1973, participou nos  movimentos contra a ditadura militar sendo preso e torturado em 1972, quando respondeu por vários processos de participação na luta armada. Perseguido pela ditadura militar, tendo perdido o emprego e sem condições de pagar a faculdade, (nesta época estudava Economia na Universidade Católica de Pernambuco, Carlos Alexandre passou dois anos trabalhando em atividades artesanais para sobreviver.   
Em 1973, com outros artistas plásticos, criou o Movimento de Arte e Pesquisa – MAPE, que buscava incentivar o debate e a experimentação no campo da Arte Moderna. Participou de várias exposições no Museu de Arte Contemporânea de Pernambuco e no Museu do Estado e, também, da 1º Exposição D´Arte no Chantecler, no antigo bairro boêmio de Recife.  
Em  1979, ingressou na Faculdade de Arquitetura da Universidade Federal de Pernambuco, continuando com suas atividades artísticas e tendo trabalho em álbum publicado pelo Instituto dos Arquitetos do Brasil – IAB/PE. Posteriormente passou a atuar como arquiteto em municípios da Zona da Mata Norte de Pernambuco.  Em Timbaúba e Aliança, entrou em contato mais estreito com o fantástico universo dos brincantes encantando-se com a riqueza cultural do Maracatu, do Cavalo Marinho, do Pastoril e de outros folguedos de características rurais. Tal aproximação o fez pesquisar essas manifestações artísticas culminando com uma Exposição no Banco do Brasil local, em maio de 2000, onde apresentou diversos trabalhos em óleo sobre duratex.
Hoje, continua desenvolvendo esta temática, buscando principalmente apreender a expressão do povo brasileiro, principalmente dos nordestinos com seus sonhos e suas indumentárias, representados numa nova roupagem plástica. No ano de 2005, passou a se interessar pela escultura  elaborando os primeiros trabalhos principalmente de cerâmica com adoção de outros materiais como vidro, aramados, etc.